# トリップシッター

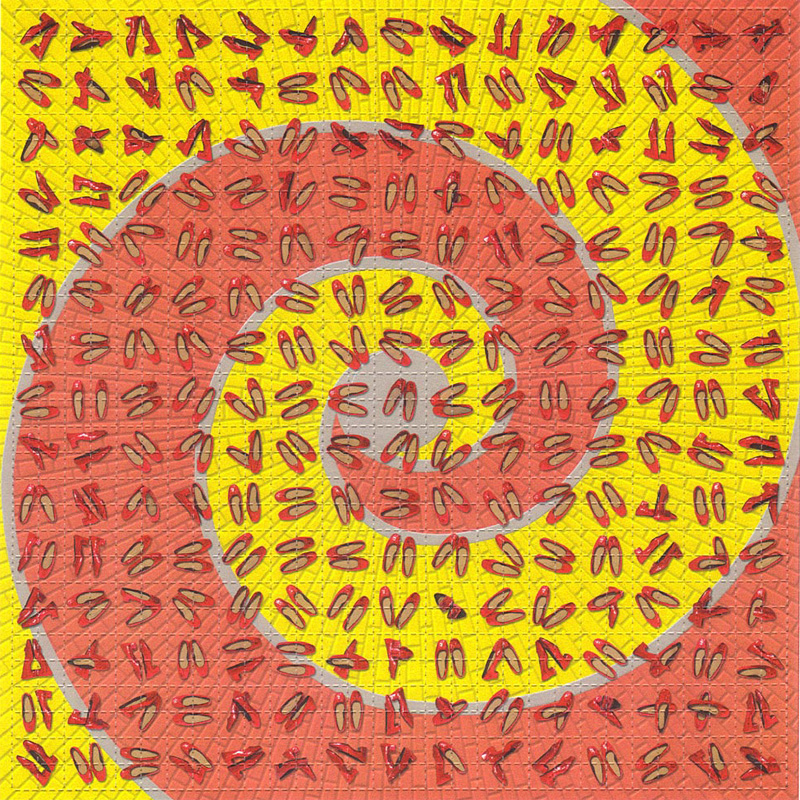
このようなイラストのついた吸い取り紙として口からよく摂取されるLSDは、初心者が使用する際にはトリップ・シッターの役を担ってくれる経験豊富な人を探すことが多い。

トリップ・シッター (Trip sitter) 、あるいはソバー・シッター（sober sitter、シラフの付き添い人）とは、娯楽的な、また、スピリチュアルな薬物の使用者によって用いられる用語で、薬物の使用者が薬物の影響下にある間、その安全を確保するためにシラフのままでいる人のことである。特に初めて薬物を体験する際や、幻覚剤を使用している場合に一般的である。これはハーム・リダクションとみなされる。
トリップ・シッターは、時にサイケデリック・ガイドやガイドと呼ばれるが、このような呼び方は薬物使用者の体験を導く役割を積極的に担う者を指すことが一般的で、一方、シッターはバッドトリップを抑え緊急事態に対応するだけの者である。  エンセオジェン（幻覚剤の神聖さを表す呼称）のスピリチュアルな使用者の間ではガイドの役割の方が一般的である。サイケデリック・ガイドは、ティモシー・リアリーらの著書『チベット死者の書サイケデリック・バージョン』で強く推奨されている[7]。トリップ・シッターは、責任ある薬物使用の誓いにて言及されている。
一部の資料は、特定の薬物が使用される際に、経験や薬物の快適性に関係なく、シッターをつけることを推奨している。サルビア・ディビノラムの使用者は、例えば、時に失見当識や動きたい欲求にかられるため、シッターが必要になることがある。

## 誰がなるか
時に、トリップ・シッターは、サイケデリック研究での看護師や、サイケデリック心理療法を行う心理療法家のような医療専門家である 。あるいは、薬物使用者本人が経験豊富な使用者の随伴を求めることもある。しかし最も一般的なトリップ・シッターは信頼する友人や家族である[1]。
理想的なシッターは、用いられた薬物に精通しているとか、心理学・医学的な危機に対応するために訓練された人だが、重要なことは、援助に積極的であり、完全にシラフのままでいるという責任を果たし、落ち着く能力があり、心を開いており、使用者の要望以上に体験を邪魔しないといったことである。シッターは、必要な薬物について調査し、どんな場合に専門的な医療援助を呼ぶべきかといったことを理解することに前向きであるべきである。[1]  
特にDMTやサルビア・ディビノラムの喫煙のような短時間型の薬物を使う際には、2人でシッターを交代する事も考えられる。

## 任務
責任のあるトリップ・シッターは体験の前・最中・後にも薬物の使用者を援助する。その責任において使用者を援助し、十分に水を飲むとか、動きたいときに補助するとか、トリップ中の快適さを保つために必要とされることを行う。[1] [2]

### 使用前
責任あるトリップ・シッターは、使用者の質問や、起こりうる危機的状況に備え、その薬物（同じく使用者）を十分に調査する。自分自身があらかじめ薬物を体験していることもあるがこれは必須ではなく、その化学ではなくてそのカルチャーについて学ぶシッターは多い。シッターは調査したことについて使用者と詳しく話し合う。セッションの基本的なルール、起こりうる緊急事態への対処法、トリップ中に何が必要となるかの助言を話し合うことも重要である。[1] [2] トリップ・シッターはまた、体験のための正しいセットとセッティングを行う。使用者の周囲が快適で整っていることを確かめ、トリップの調子に合わせて、照明、温度、（あれば）音楽を調整し、全体的に使用者の体験への開放性を最大限に、恐れを最小限にする。[1] [2] [7]

### サイケデリック体験中
体験中は基本的にシッターが側にいることになる。時に、環境を調整したり、指導つき瞑想や視覚化を行う。また時には、質問や恐れに応じたり、必要とされるものを提供する以外は関与しない。バッドトリップが起きた場合、恐怖に立ち向かうことを助けることが必要となる可能性がある。[1] [2] [4] [5] [7] 薬物使用者の健康をただちに保つために、シッターはどんな状況に対処でき、またできないか、また医療援助を呼ぶべき場合を知っていることが重要となる[6]。
難しい状況、バッドトリップ、医学的な危機に介入することがシッターに求められることもあるとはいえ、使用者の快適さを保ち、その薬物の効果についての深い探索を可能とするような面倒見の良いシッターがただいるだけで十分であることが多い[1]。使用者が自身や宇宙の性質についての新しい洞察に達するとか、特に強烈な体験に立ち会うことは、報われるものだと伝えられている[7]。

### トリップの後
体験が終わった薬物の使用者が、その体験を統合したり理解することを、シッターが手助けすることがある。トリップ前やトリップ中に行ったのと同じように、恐れや心配について安心させることもある。このような話し合いは、薬物の効果が切れてすぐはじまることもあれば、後日となることもある。[1] [2]